# Sachin Joab
Sachin Joab (Melbourne) es un actor australiano.

## Carrera
En el 2011 se unió al elenco de la serie australiana Neighbours donde interpreta al abogado y consejero Ajay Kapoor. En marzo del 2013 se anunció que Sachin dejaría la serie al finalizar su contrato en mayo del mismo año.
En el 2012 se unió al elenco de la miniserie Conspiracy 365, donde interpretó al astuto y amenazador criminal Bruno. Ese mismo año trabajó en la película 10Terrorists, donde interpretó al juez Miki Miraj, un miembro de las operaciones especiales de Inteligencia paquistaní que se especializa en explosivos.

## Filmografía

### Cine
- Five Steps (2002) - Justin
- Emergency (2003) - Mario
- Last 5 Minutes (2008) - artillero
- Tala (2008) - Vupen
- My Year Without Sex (2009) - Rohit
- Pass the Joint (2009) - Heath
- Big Mamma's Boy (2011) - Nishu
- Taj (2011) - Harish
- Everyone's Children (2011)
- 10Terrorists (2012) - Miki Miraj
- Lion (2016)
- Upgrade (2018) - Dr. Bhatia

### Televisión
- City Homicide (1 episodio, 2008) - Raj
- Rush (1 episodio, 2009) - Kaushal
- Neighbours (98 episodios, 2011-presente) - Ajay Kapoor
- Conspiracy 365 (12 episodios, 2012) - Bruno
- Better Man (4 episodios, 2013) - Inspector Ramesh
- Fat Tony & Co (episodio "The Mexican Job", 2014) - Jessie Franco
- Perception (episodio "Bolero", 2014) - Ravi Singh
- In Between (2014) - Juan
- Childhood's End (miniserie - episodio "The Overlords", 2015) - Reportero de la NBC
- Sisters (episodio #1.1, 2017) - Rik
- Romper Stomper (episodio "The Dark Heart Of Things", 2018) - Sharif
- Jack Irish (2018) - Ajeet Agarwal
- Pine Gap (miniserie, 2018-) - Simon Penny
- The Cry (2018-) - Kris

## Teatro
- Mother Courage - General/Swiss
- Tooth of Crime - Hoss
- Love - Richard III/Macbeth
- Furious - Roland Henning
- Our Country's Good - Caesar
- A Streetcar Named Desire - Stanley Kowalski